# Valle de Aguas Arriba
Valle de Aguas Arriba es un corregimiento del distrito de Almirante en la provincia de Bocas del Toro, República de Panamá. La localidad tiene 3.163 habitantes (2010).